# Spittal an der Drau
Spittal an der Drau (słoweń. Špital ob Dravi) – miasto powiatowe w Austrii, w kraju związkowym Karyntia, siedziba powiatu Spittal an der Drau. Leży nad rzeką Drawa. Liczy 15549 mieszkańców (1 stycznia 2015).
W czasie II wojny światowej znajdował się tu obóz jeniecki dla polskich żołnierzy.
W mieście rozwinął się przemysł elektroniczny, obuwniczy, farmaceutyczny oraz spożywczy.

## Współpraca
- Kočevje, Słowenia
- Löhne, Niemcy
- Porcia, Włochy
- Pordenone, Włochy